# Enrique Mansilla
Enrique Oscar Mansilla (Buenos Aires; 14 de febrero de 1958) es un expiloto de automovilismo argentino.

## Historia
Mansilla comenzó su carrera en la competición en 1980. Conocido en el automovilismo internacional por ser uno de los más fieros rivales del entonces compañero en la Fórmula Ford 1600 RAC Británica del brasileño Ayrton Senna en la temporada 1981.
En 1982 condujo en la Fórmula 3 Británica para el equipo West Surrey Racing, estuvo a punto de ganar el campeonato si no fuese por la pérdida de financiación en el campeonato de que gran parte de su financiación desapareció debido a las tensiones derivadas de la Guerra de las Malvinas. A finales de 1982 probo el McLaren-Ford Cosworth de Fórmula 1 en el circuito de Silverstone. También se destacó por competir en Campeonato Europeo de Fórmula 3, y en su país natal en el campeonato de Turismo Carretera Argentino año 1995 y el Top Race V6 año 2009 como piloto invitado.
En 1983 compitió en el Campeonato Europeo de Fórmula Dos con el equipo Gresham Racing, apenas logrando dos puntos para el campeonato. En 1984 corrió en varias competiciones del campeonato Can-Am en un coche March y un coche Toleman. En 1985 saltó de Europa para competir en el campeonato americano de monoplazas CART IndyCar World Series en donde compitió en 3 carreras para el equipo Hemelgarn Racing, en la que logró su mejor desempeño logrando un 9° puesto en su debut en el circuito de Road America.
Después de que se retiró del automovilismo se convirtió en un cazador de oro y diamantes en Liberia y fue secuestrado por cinco meses durante la guerra civil que asolaba a este país y en el momento en que se dio su secuestro se dio como "Un cambio de moneda". Después de ser liberado se quedó a vivir en Liberia y continuó trabajando en la industria del oro y diamantes, antes de regresar a su país natal Argentina. Actualmente trabaja en el automovilismo argentino como consultor de pilotos y equipos, entre otras funciones.

## Resultados

### Campeonato Europeo de Fórmula Dos
| Año  | Escudería      | 1       | 2     | 3   | 4       | 5       | 6   | 7     | 8      | 9       | 10      | 11    | 12      | Pos. | Puntos |
| ---- | -------------- | ------- | ----- | --- | ------- | ------- | --- | ----- | ------ | ------- | ------- | ----- | ------- | ---- | ------ |
| 1983 | Gresham Racing | SIL Ret | THR 7 | HOC | NÜR DNS | VAL Ret | PAU | JAR 6 | DON 10 | MIS Ret | PER Ret | ZOL 6 | MUG Ret | 19.° | 2      |